# Тарант, Луиза Эммануиловна
Герцогиня Луиза Эмануиловна де-ла-Тремуль, принцесса де-Тарант (фр. Louise-Emmanuelle de Châtillon, princesse de Tarente ; 23 июля 1763 — 22 июня 1814) — французская мемуаристка; придворная дама Марии-Антуанетты; затем эмигрантка, статс-дама и кавалерственная дама при русском императорском дворе; способствовавшая распространению католичества среди русских аристократок. 

## Биография
Младшая дочь последнего герцога Луи-Гоше де Шатийона и Адриенны де Лабом-Леблан де Лавальер. По матери была внучкой известного библиофила. В 1781 году вышла замуж за герцога Шарля-Бретань-Мари де Латремуя; в этом браке, 26 октября 1788 года, родилась единственная дочь Каролина, которая умерла в младенчестве (15 февраля 1791 года). В мае 1785 года была назначена придворной дамой при французском дворе, где пользовалась большим расположением королевы Марии-Антуанетты, будучи одной из приближенных к ней статс-дам. 

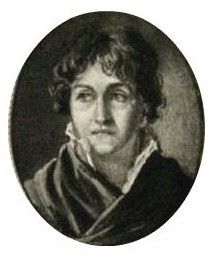
Принцесса де-Тарант

Во время Великой французской революции наряду с мадам де Ламбаль принцесса де-Тарант отказалась покинуть королевскую семью и оставалась с ней вплоть до 10 августа 1792 года, когда королевская семья покинула Тюильри и укрылась в Законодательном собрании. В этот день толпа ворвалась в королевские покои, в одной из комнат которых была принцесса и другие придворные дамы. По свидетельству одной из фрейлин, Полин де-Турзель, когда у фрейлины де-Гинесту началась истерика, принцесса де-Тарант обратилась к одному из предводителей бунтовщиков и предложила свою жизнь в обмен на безопасность фрейлин. В итоге все фрейлины смогли беспрепятственно покинуть дворец. Уже на улице толпа захватила принцессу и доставила её в тюрьму, откуда директор тюрьмы разрешил ей уйти. Во время террора, в сентябре 1792 года, ей удалось скрыть свою личность и получить свободу. В Лондоне, где она нашла убежище, принцесса начала писать свои мемуары. Жила она там на средства получаемые от Марии Каролины Австрийской.
В марте 1797 года император Павел I и его супруги Мария Фёдоровна, которые встречались с принцессой во время своей поездки во Францию в 1782 году, направили ей через посла графа С. Р. Воронцова приглашение переехать в Россию, где вместе со своими родными она могла быть прилично устроена. В Санкт-Петербурге она была встречена как героиня и сделалась центром общего внимания. 20 июля 1797 года была пожалована в статс-дамы и вместе с тем орденом Св. Екатерины меньшего креста. При дворе она обрела преданного друга, графиню В. Н. Головину. Дружба эта сыграла решающую роль в переходе графини и её дочери в католическую веру.
До конца своих дней принцесса де-Тарант осталась приверженной дому Бурбонов. Историк К. Валишевский писал о ней: «Строгая, спокойная, постоянно печальная, без улыбок, она казалась живым олицетворением траура по династии, которой она служила, по своей стране и аристократии». «Во внешности и манерах этой странной женщины было что-то отталкивающее, — вспоминала г-жа Эдлинг, — и в то же время она была способна на самую глубокую привязанность. Никогда я не встречала человека более сильного характера и одностороннего ума». По словам мадам Свечиной, «политические идеи принцессы не были ни глубоки, ни серьезны, но производили сильное впечатление, потому что были связаны с великими традициями и потрясающими несчастными событиями. В ней видели живое воплощение прошлого».
Осенью 1801 года принцесса де-Тарант уехала во Францию. Вместе с матерью она жила под Парижем в замке Видевиль, но не была довольна своим положением. Ссоры из-за денег с родными, тяжелые отношения с мужем заставили её в 1804 году вернуться в Россию. Живя в петербургском доме графини Головиной, она встречалась со многими французскими эмигрантами. Будучи ревностной католичкой, принцесса деятельно пропагандировала католицизм в среде высшего петербургского общества и вместе с шевалье Бассине д'Огаром, иезуитом аббатом Розавеном и Жозефом де Местром создала католический кружок. 8 февраля 1814 года де-Тарант присутствовала на торжественном молебне в Казанском соборе по случаю сокрушительного поражения Наполеона при Бриенне. Стоявшая рядом с ней княжна В. И. Туркестанова была свидетельницей, как принцесса «заливалась слезами и не в силах была ответить на приносимые ей поздравления, но все её понимали по тому, как она брала всем руку». Мечта принцессы де-Тарант увидеть реставрацию Бурбонов не осуществилась.
Через полгода она скончалась 22 июня (4 июля) 1814 года от тяжелой болезни на каменноостровской даче своей подруги графини Головиной. Вскрытием и бальзамированием тела принцессы занимался И. В. Буяльский. Им было «обнаружено в желчном пузыре 507 мелких камней, из них 9 были величиной с лесной орех, 14 — величиной с горошину, а остальные с конопляное зерно». Прах её был перевезен во Францию и с почестями похоронен рядом с матерью в часовне Видевильского замка. Графиня оставила после себя мемуары о революционном времени, которые представляют большую историческую ценность по сей день.